# Terror of the Autons
Terror of the Autons (El terror de los autones) es el primer serial de la octava temporada de la serie británica de ciencia ficción Doctor Who, emitido originalmente en cuatro episodios semanales del 2 al 23 de enero de 1971. Presentó a tres nuevos personajes: la nueva acompañante del Tercer Doctor, Jo Grant, interpretada por Katy Manning, su archienemigo, El Amo (Roger Delgado) y el capitán Mike Yates (Richard Franklin).

## Argumento
El Amo llega a la Tierra y roba la única unidad de energía Nestene que sobrevivió, y la usa en la instalación de un radiotelescopio para enviar su señal al espacio. Los informes del robo de la unidad Nestene y el sabotaje en el radiotelescopio llevan al Doctor, su nueva asistente Jo Grant y el Brigadier Lethbridge-Stewart a investigar. En la instalación, el Doctor se encuentra con un compañero Señor del Tiempo que le avisa de que su antiguo enemigo, el Amo, está allí y que intentará matarle.
El Amo se hace con una fábrica local de plástico para construir autones. Jo, mientras investiga la factoría, es pillada por el Amo, que la hipnotiza y borra el recuerdo de su encuentro con él. La lleva de vuelta a UNIT con un dispositivo que se supone que contiene la unidad de energía robada, pero que en realidad es una trampa. El Doctor se da cuenta de que ha sido hipnotizada y se deshace de la potente bomba tirándola por una ventana.
El Doctor visita el circo de Rossini, donde este le captura justo cuando está a punto de abrir la TARDIS del Amo. Le libera Jo, que le había seguido desobedeciéndole. El Doctor saca algo de la TARDIS del Amo, pero le atacan Rossini y sus hombres. Aparentemente le rescatan dos policías, pero el Doctor sospecha y desenmascara a uno de ellos como un auton. Escapando del vehículo, el Doctor y Jo se esconden mientras llegan el Brigadier y el capitán Mike Yates. Al iniciarse un tiroteo entre ellos y los autones, logran escapar.
Autones vestidos con ropa de carnaval regalan narcisos de plástico. Pronto comienzan a darse casos de asfixia, shock y fallo cardiaco por todo el país. El Amo, mientras tanto, se ha infiltrado en el cuartel de UNIT disfrazado de técnico del teléfono, instalando un largo cable telefónico de plástico en el laboratorio del Doctor. En la ahora vacía fábrica de plásticos, el Brigadier y el Doctor descubren que Farrel, el dueño de la factoría, se ha hecho con un autobús. También encuentran un narciso de plástico, la prueba de la conexión entre la fábrica y el Amo. Mientras el Doctor intenta descodificar las instrucciones Nestene en el plástico, la señal de radio de un walkie-talkie lo activa accidentalmente. El narciso dispara una película de plástico sobre la cara de Jo, y está a punto de asfixiarla hasta que el Doctor la quita con un spray.
El Amo llega a UNIT para enfrentarse al Doctor tras descubrir que falta de su TARDIS el circuito de desmaterialización. El Amo decide llevarse a Jo y el Doctor con él al radiotelescopio como rehenes, obligando al Brigadier a abortar un asalto aéreo planeado. Farrel, recuperando su independencia mental por fin, intenta estrellar el autobús en un campo, pero el Amo le golpea en la espalda, y el Doctor y Jo escapan.
Las tropas de UNIT se encargan de los autones mientras el Doctor y el Brigadier persiguen al Amo hasta la sala de control del edificio. El Doctor convence al Amo de que los Nestenes no distinguirán entre aliados y enemigos una vez que lleguen. Juntos, cierran el canal para la invasión, haciendo que los Nestenes se retiren y provocando que los autones se desplomen. En el autobús, sale el Amo, aparentemente rindiéndose, pero cuando saca una pistola, Yates le dispara. El Doctor retira el disfraz del cadáver para revelar que es Farrel enmascarado para que pareciera el Amo, quien escapa en el autobús. Sin embargo, con el circuito de desmaterialización en manos del Doctor, el Amo está atrapado en la Tierra.

### Continuidad
- En este serial se presenta el arma icónica del Amo, el Eliminador de Compresión de Tejidos, aunque el dispositivo no recibió ese nombre hasta Time-Flight.
- La conciencia Nestene y sus autones aparecieron por primera vez en el serial de 1970 Spearhead from Space; 35 años más tarde, aparecerían en la presentación del Noveno Doctor, Rose.
- Imágenes del Doctor de esta historia aparecen en la proyección del dispositivo de datos Cyberman en El siguiente Doctor (2008).

## Producción
| Episodio          | Fecha de emisión    | Duración | Espectadores en millones | Estado en el archivo         |
| ----------------- | ------------------- | -------- | ------------------------ | ---------------------------- |
| Episodio 1        | 2 de enero de 1971  | 24:36    | 7,3                      | Restauración de color PAL D3 |
| Episodio 2        | 9 de enero de 1971  | 24:48    | 8,0                      | Restauración de color PAL D3 |
| Episodio 3        | 16 de enero de 1971 | 23:38    | 8,1                      | Restauración de color PAL D3 |
| Episodio 4        | 23 de enero de 1971 | 22:10    | 8,4                      | Restauración de color PAL D3 |
| [ 1 ] [ 2 ] [ 3 ] |                     |          |                          |                              |

Entre los títulos provisionales de la historia se incluye The Spray of Death (El spray de la muerte).
La escena dramática al principio del episodio tres en que un auton es atropellado por un coche y se cae por un precipicio fue muy real. Dinny Powell conducía el vehículo en lugar del actor Richard Franklin, y el especialista Terry Walsh, como el auton, cayó más lejos de lo previsto, hiriéndose en el accidente. Aun así, se puso en pie en la misma toma tal y como estaba planeado.
En el primer día de rodaje, Katy Manning se hizo un esguince en el pie mientras saltaba de un coche y corría por una cantera. También formó un lazo rápido de cariño con Barry Letts, ya que le cogió cariño a los animales utilizados en el serial.
La secuencia de apertura se coloreó en rosa para esta historia, y para los títulos de cierre se usó la versión larga de la sintonía de 1967, usada por última vez en The War Games.